# 목조보살좌상 (인천광역시 유형문화재 제69호)
목조보살좌상(木造菩薩坐像)은 인천광역시 미추홀구 학익동, 송암미술관에 있는 조선시대의 불상이다. 2015년 10월 7일 인천광역시의 유형문화재 제69호로 지정되었다.

## 개요
이 작품은 하품중생과 하품하생을 함께 수인으로 하고 있는 <목조보살좌상>이다. 보살좌상의 높이는 49cm, 어깨폭 20cm, 무릎폭 24.5cm으로 크지 않으며, 어깨폭과 무릎폭이 거의 같아서 전체적으로 안정감은 조금 떨어지는 편이라고 할 수 있다. 머리에는 보계(寶髻,상투)가 높이 솟아있고 그 위로 보관이 따로 제작되어 쓰여 있다. 높은 바닥면 위에 앉아있는 보살은 턱이 각지지 않고 턱선이 완만히 둥글며, 살짝 올라간 눈매와 둥근 콧날, 작은 입은 마치 어린아이를 연상케 할 정도로 오밀조밀하게 표현되었다. 상호에서 귀 부분은 조금 도드라지게 표현되어 장신구가 눈에 띄며, 그 위로 흘러 내려오는 보발은 어깨에서 한번 묶이고 다시 2가닥으로 갈라져 있다. 등의 중앙부분에는 횡선으로 길게 나무의 갈라짐이 보이지만 전체적인 형태에는 큰 영향을 주지 않고 있다. 높게 제작된 바닥면의 아랫부분은 분실되었으며 안쪽의 복장물은 현재 없다.

## 참고 문헌
- 목조보살좌상 - 국가유산청 국가유산포털